# Geoff Westley
Geoffrey Martin Westley, detto Geoff (Londra, 24 maggio 1949), è un produttore discografico, compositore, direttore d'orchestra, pianista, tastierista e arrangiatore britannico.

## Formazione
Geoff Westley ha studiato flauto, pianoforte e composizione al Royal College of Music di Londra, dopo aver vinto una borsa di studio.

## Carriera
All'età di 23 anni dirigeva musical nel West End di Londra.  Nello stesso periodo fu invitato a unirsi ai Bee Gees dei quali è stato direttore musicale per sette anni.
Come tastierista e arrangiatore ha collaborato con molti artisti internazionali tra i quali Carpenters, Peter Gabriel, Lucio Battisti, Phil Collins, Sweet, Leo Sayer, Andrew Lloyd-Webber, Everly Bros, Vangelis, Gerry Goldsmith, Hans Zimmer, Marvin Hamlish, Henry Mancini.
All'età di 30 anni, ha iniziato una lunga collaborazione con artisti italiani di grande successo.
È stato produttore e arrangiatore di album come Una donna per amico e Una giornata uggiosa di Lucio Battisti, Strada facendo di Claudio Baglioni, La grande avventura di Riccardo Cocciante, Sirtaki di Mango, Voyeur e Cattura di Renato Zero e brani noti come Avrai di Baglioni e Spalle al muro di Renato Zero.
Ha collaborato anche con Laura Pausini, Gianni Bella, Lucio Dalla, Fabrizio Dè Andrè, Fiorella Mannoia, Anna Oxa, Fabio Concato, Stefano Pieroni.
Ha arrangiato il brano e condotto l'orchestra per Eros Ramazzotti al Sanremo Festival 2016.
È stato direttore musicale dei Festival di Sanremo 2018 e 2019 condotti da Claudio Baglioni, ha curato l’arrangiamento e la direzione d’orchestra.
Per il mondo latino ha prodotto, arrangiato e collaborato con Victor Manuel, Ana Belen, Pablo Milanes, Fito Paez, Chico Buarque, Chavela Vargas, Antonio Banderas.
Come arrangiatore e direttore d’orchestra ha lavorato con: London Symphony Orchestra, Royal Philharmonic Orchestra, Philharmonia, Pro Arte, London Chamber Orchestra, Orchestra del Teatro Regio di Parma, Orchestra del Teatro Bellini di Catania, Roma Sinfonietta, Brno Philharmonic, Budapest Symphony Orchestra, Orchestra del Teatro Verdi di Salerno.
Ha scritto musica classica contemporanea tra cui: Travels in the Arctic Circle - un'opera da camera commissionata dalla Royal Opera House, canzoni classiche e molte opere per pianoforte solo.
Dal 2009 ha collaborato a progetti orchestrali, tra cui:
- Sogno Nº1 - con la London Symphony Orchestra (Nuove versioni orchestrali di opere di Fabrizio de André. Registrato agli Abbey Road di Londra).
- Per l’American Ballet Company (un adattamento di "Humperdinck's Opera Hansel & Gretel" come balletto 2- Act a figura intera).
- "Storia di Una Capinera" (un'opera in 2 atti per 8 solisti, coro e orchestra, registrato con la Brno Philharmonic in Cecoslovacchia, Parma e Roma)
- “Un Piccolo Natale in Più” (un album di musica natalizia con Claudio Baglioni e la Budapest Symphony Orchestra).
- Progetto su canzoni dei Beatles rielaborate per semplice sezione ritmica e orchestra d'archi registrato con la London Chamber Orchestra diretta da Vasko Vassilev.
- Ha creato nuove versioni orchestrali di canzoni per voce e pianoforte di Grieg (Op. 48), Sibelius (Op. 37) e Nielsen (Op. 6 e 10), registrate con il soprano Janice Watson e la Budapest Symphony Orchestra.
- Ha realizzato nuove orchestrazioni dell'opera "Maria di Buenos Aires" di Astor Piazzolla e Horacio Ferrer.

Nel 2019 un nuovo progetto discografico, Does what it says on the tin, contenente composizioni strumentali in piano solo.
Geoff Westley parla benissimo l'italiano.

## Riconoscimenti
Nel 2008 ha vinto Premio della Critica al 58º Festival di Sanremo per il suo gruppo FRANK HEAD con la canzone Parapara' Parara.
Nel settembre 2010 è stato invitato dal direttore del Conservatorio di Santa Cecilia a Roma per organizzare un corso per insegnare arrangiamento, orchestrazione e registrazione in studio.